# Totoracocha (parroquia de Cuenca)

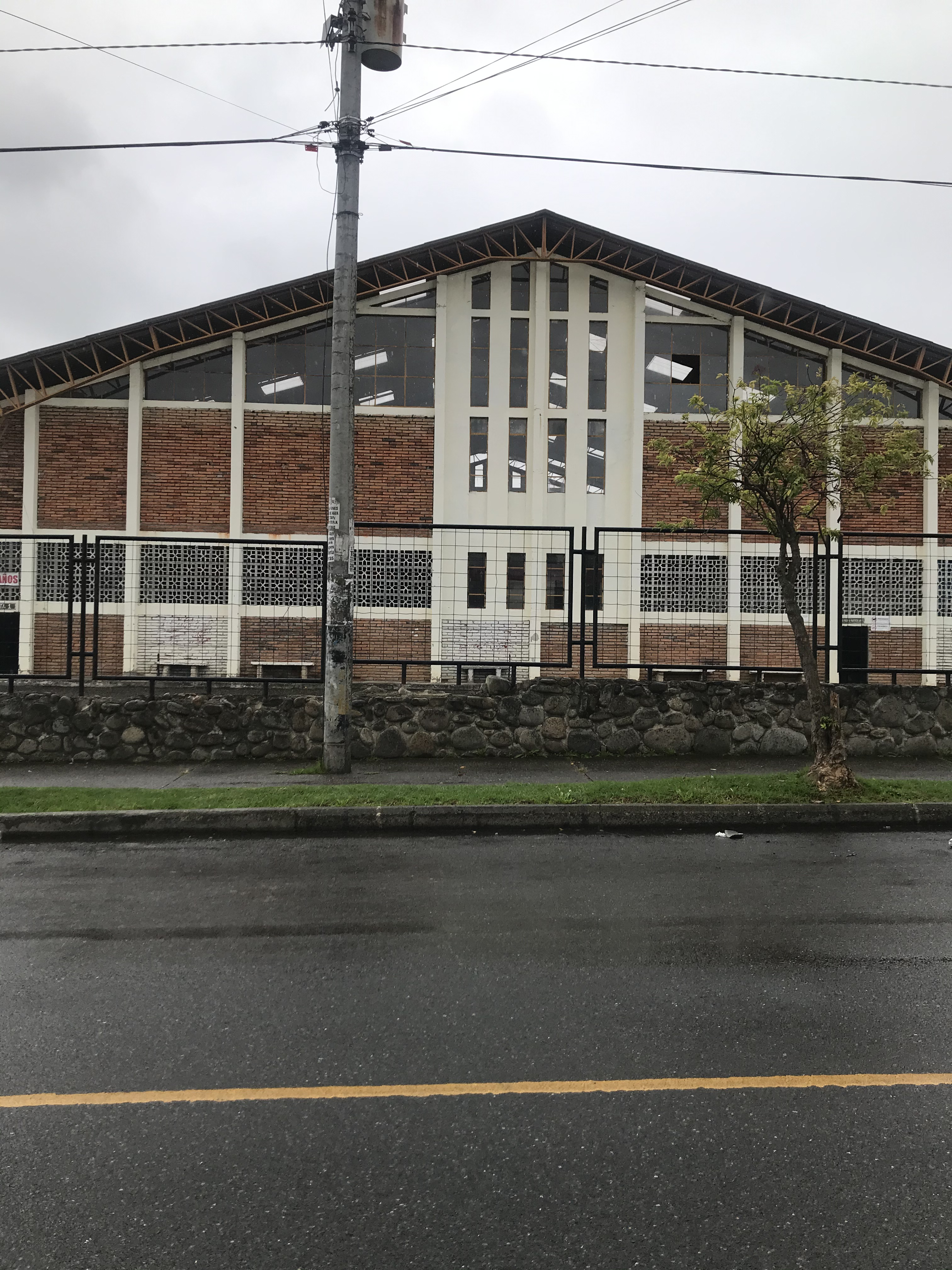
Vista lateral frontal del Complejo Deportivo

Totoracocha es una parroquia urbana de Cuenca, Ecuador. La parroquia de Totoracocha se pobló a mayor escala hace 40 años. La búsqueda de casas para la venta en Cuenca impulsó varios sectores, entre ellos, este que tenía muchas lagunas pequeñas. Dentro de su paisaje todavía se mezclan terrenos lleno de verde. Totoracocha cuenta con varios parques. 

## Historia
El nombre hace referencia a la numerosa cantidad de lagunas, charcos cienegos y totoras que tenía originalmente este sitio que estaba junto al bosque, debido a esto las primeras familias lo nombraron Totoracocha.[cita requerida]
El primer barrio construido en esta zona fue la Ciudadela Banco de la Vivienda, en 1970, anteriormente la zona era campo dedicado a la crianza de animales y agricultura. En la conformación del barrio tuvieron un papel destacado las actividades comunitarias realizadas en la iglesia María Reina de la Paz.

## Geografía
La Parroquia Totoracocha está delimitada partiendo de la intersección de la vereda norte-oriental de la Av. Sebastián de Belalcázar y la vereda sur oriental de la de la Av. Gil Ramírez Dávalos, avanza por esta vereda en dirección nororiental hasta su encuentro con ,la quebrada de Milchichig; siguiendo  aguas abajo por dicha quebrada con una línea imaginaria  que prolonga la vereda norte de la Av. Del Cóndor; desde esta intercesión parte en dirección sur- occidental por la vereda norte de la Av. Del Cóndor hasta su intersección con la vereda occidental de la AV. González Suarez; sigue la vereda norte de esta avenida en dirección occidental hasta la intersección de la vereda oriental de esta avenida hasta la intersección con la vereda norte de la Av. Sebastián de Benalcázar, y desde este punto en dirección nororiental hasta empatar con la vereda sur de la Av. Gil Ramírez Dávalos.

## Puntos de Interés

### Complejo deportivo
El complejo deportivo está ubicado al sur de la ciudad. Fue construido en 2002, incluyendo un centro para hospedaje de deportistas, centro médico, departamento de traumatología, fisioterapia, odontología, gimnasio de recuperación y piscina olímpica. Dispone de recreo, por lo que es uno de los complejos deportivos más grandes de Ecuador. El complejo incluye un gimnasio de alto rendimiento y áreas verdes, donde ocasionalmente se realizan exposiciones culturales.

### Ciudadela el Ahorro
La ciudadela el Ahorro se fundó hace 20 años. En los inicios, la ciudadela no disponía de alcantarillado ni líneas de autobuses. A lo largo de los años fue incrementando la población y se fueron organizando, generándose así más necesidades.

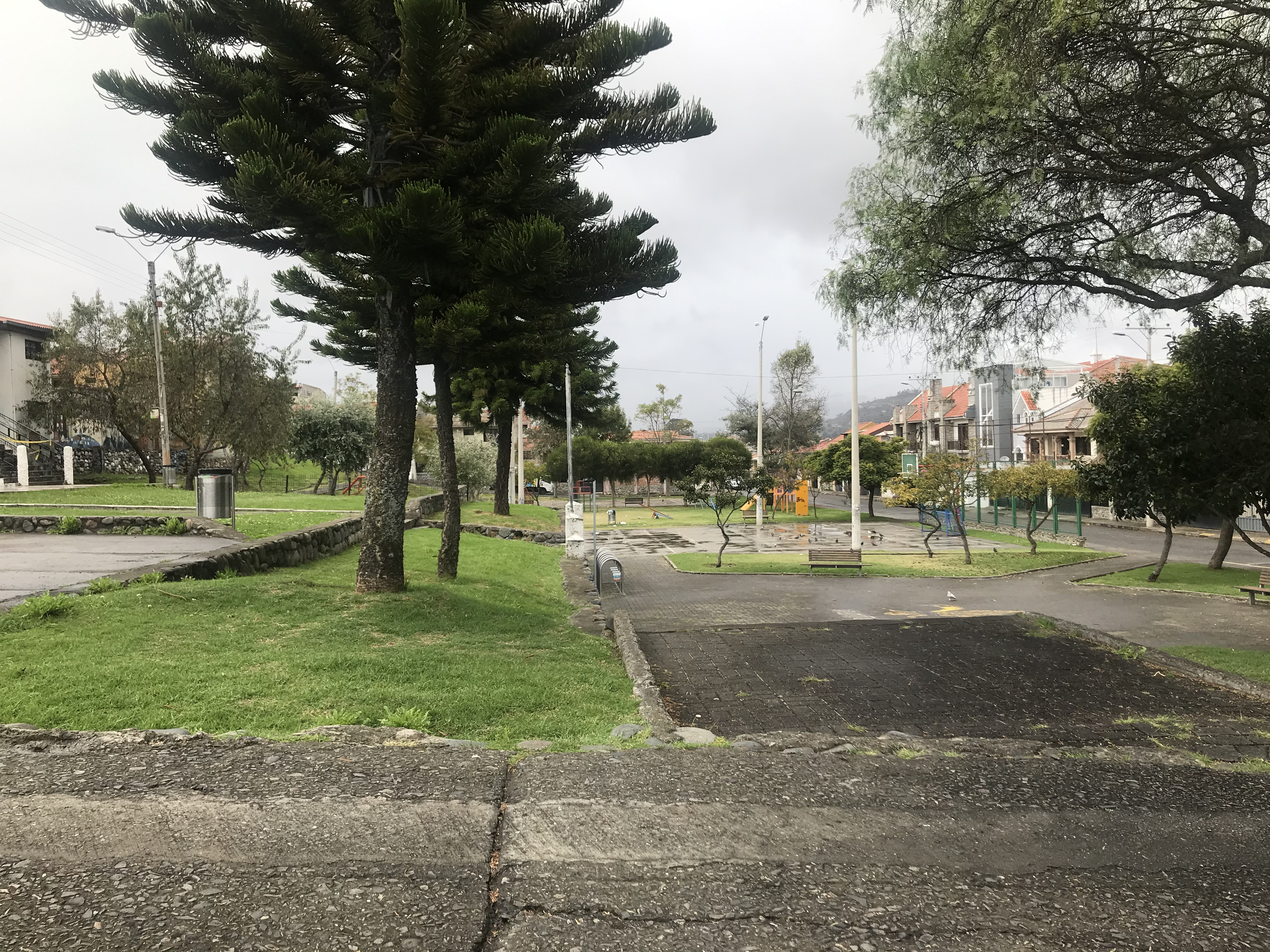
Parque Reina de La Paz

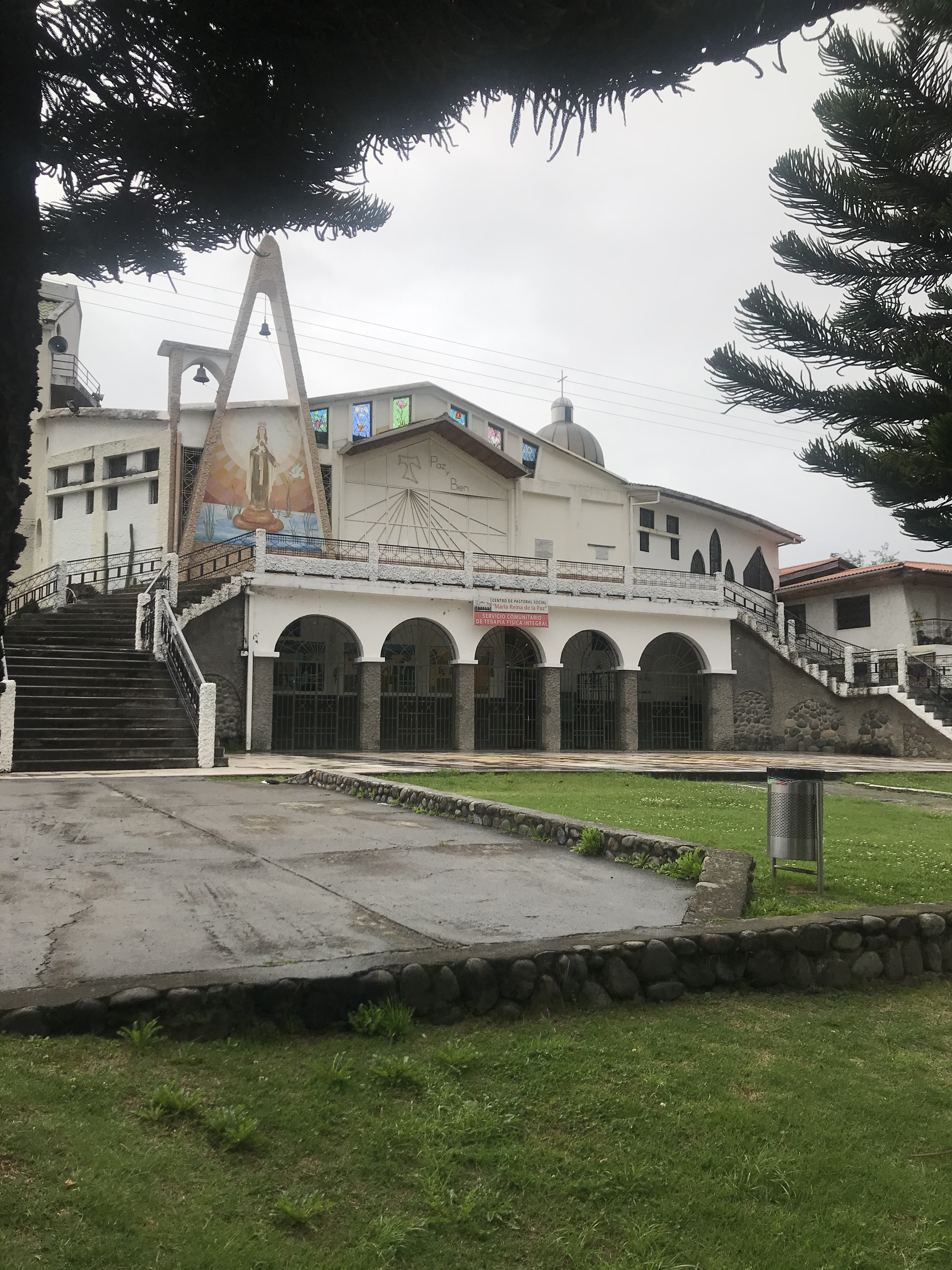
Iglesia Católica María Reina de la Paz

### Ciudadela las Retamas
Esta ciudadela fue fundada hace 25 años por el Dr. Osvaldo Hurtado Larrea, ya que estas casas fueron entregadas por el banco de la vivienda en la presidencia de León Febres Cordero. Estas casas fueron entregadas sin ningún servicio básico, por lo que las personas que residían ahí tuvieron que adaptarlas a sus necesidades. En esta ciudadela residen alrededor de 3000 personas y consta de un parque con el mismo nombre que la ciudadela. En el año 2018 la alcaldía de Cuenca, dirigida por el Alcalde de ese año Marcelo Cabrera, informó sobre el asfaltado de las calles, mantenimiento de las áreas verdes, arreglo parcial de los juegos infantiles, repavimentación de las canchas y la limpieza de los sumideros, con el objetivo de continuar con el reacondicionamiento integral de los espacios públicos.

### Barrio de la Mercedes
Este barrio tiene más de 4 años, por lo que se le considera uno de los barrios más jóvenes a pesar de ser muy conocido. Cuenta con canchas deportivas, y se realizan diferentes ferias populares, donde se tratan diferentes aspectos de interés para la parroquia Totoracocha. El barrio es destacado por su deporte y sus diferentes programas. Está ubicada en Av. Hurtado de Mendoza, entre las calles Illiza, Sarahurco y Antisana.

### Barrio Carihuairazo
Está ubicado junto a una parte de la pista del aeropuerto Mariscal La Mar, por lo que se han logrado grandes proyectos, entre ellos la pavimentación de sus calles y otros relacionados con el aspecto del barrio. Es uno de los barrios con más apoyo entre la comunidad.

### Barrio Eugenio Espejo
Se originó el año 1970 en caminos donde no existían ningún tipo de transporte ni servicios básicos, donde la población se adaptó de diferentes maneras para recibir recursos, pero con el tiempo se ha ido organizado de manera progresiva. Este barrio está ubicado a límites de la calle Totoracocha, Av. Los Andes y Av. Atahualpa. Cuenta con áreas verdes como un parque lineal ubicado en la calle Huasca.

### Aeropuerto Mariscal La Mar
El Aeropuerto Internacional Mariscal Lamar se inauguró el 8 de julio de 1934 con sus primeros vuelos a Quito, aunque las primeras operaciones no se dieron hasta el año 1941. La construcción estuvo a cargo de la compañía estadounidense Panagra en 2002.